# Kristian Norsgaard Jakobsen
Kristian Norsgaard Jakobsen er en dansk basketballspiller, der fik sin basketopdragelse i Herlev Basket og siden har spillet i adskillige danske klubber: BF Copenhagen, Team Sjælland, SISU, BK Amager, Falcon
Efter nogle års pause gjorde han comeback i 2011/2012 sæsonen og spiller nu for Falcon på Frederiksberg.